# Universitět (stanice metra v Moskvě)
Universitět (rusky Университет) je stanice moskevského metra Sokolnické linky. Svůj název má podle známé univerzity.

## Charakter stanice
Stanice je ražená, trojlodní, založená hluboko pod zemí, 26,5 m. Její střední loď má průměr 9,5 m, boční lodě pak 8,5 m. Všechny tři lodě jsou spojené prostupy a podpírané pak masivními pilíři.
Výstupy jsou dva, jeden vede z prostředku střední lodě kolmo přes jednu z kolejí a druhý vychází přímo z jednoho konce této lodě. Vedou po eskalátorových tunelech, každý do vlastního vestibulu. Oba vestibuly jsou povrchové a mají kruhový půdorys; svým vzhledem připomínají válce.
Obklad stanice tvoří bílé a černé keramické dlaždice (u stěn za nástupištěm), pilíře samotné jsou obložené bílým mramorem. Podlahu pak tvoří standardně žula.
Universitet byl otevřen 12. ledna 1959 jako poslední stanice úseku Park Kultury – Universitet. Do roku 1963 plnil funkci konečné stanice, jižním směrem za nástupištěm se nacházejí dvě odstavné koleje, které mohou být případně využity i dnes.